# Legowelt
Legowelt, wł. Danny Wolfers – holenderski DJ i producent muzyczny.
Wolfers rozpoczął próby tworzenia muzyki we wczesnych latach 90., po tym jak poznał muzykę producentów z Detroit. Należeli do nich m.in. Underground Resistance, Model 500, Blake Baxter oraz Mr. Fingers. Późniejsze inspiracje czerpał również od Aphex Twina, Drexciya oraz Unit Moebius.
Wolfers odwiedził biuro wydawnictwa Bunker Records, w którym został "wzięty pod skrzydła" producentów I-F oraz Pima Koppersa. W 2000 r. to samo wydawnictwo zdecydowało się wydać swym nakładem album Legowelta zatytułowany Pimpshifter. Utwór pt. Disco Rout wydany w 2002 r. wybrany został przez German music magazine na utwór roku. Artysta często proszony jest o tworzenie remiksów. Swój styl sam określa jako hybrydę głębokiego chicago house, romantycznego ghetto technofunku oraz soundtracków z Euro-Horrorów.
Oprócz komponowania, Legowelt przez pięć lat dawał występy na żywo, niekiedy w duecie z Orgue Electronique oraz innymi członkami Bunker Records. W 2007 r. rozpoczął on prowadzenie cotygodniowej audycji pt. Astro Unicorn Radio Show w internetowym radiu Cybernetic Broadcasting System. Ów występ oprócz dużej różnorodności muzyki, zawiera również własne produkcje Legowelta. W 2006 r. uruchomił on własną wytwórnię muzyczną, Strange Life Records.

## Projekty i pseudonimy
Poza głównym pseudonimem, artysta posługuje się również licznymi innymi aliasami. Należą do nich:
- Catnip (wraz z Luke Eargoggle)
- The Chicago Shags (wraz z Orgue Electronique)
- Franz Falckenhaus
- Gladio
- Klaus Weltman
- Polarius
- Mr. Clavio (wraz z DJ TLR)
- Smackos
- Smackulator (wraz z Speculatorem)
- Squadra Blanco
- Salamandos
- Raheem Hershel
- Venom 18

## Dyskografia

### Albumy
- 1998 – Reports From The Backseat Pimp
- 2000 – Pimpshifter
- 2003 – Classics 1998-2003
- 2003 – Tower of The Gipsies
- 2004 – Under The Panda Moon
- 2004 – Dark Days
- 2005 – Beyond The Congo
- 2006 – The Land Of Lonzo
- 2006 – Astro Cat Disco
- 2008 – Dark Days 2
- 2008 – The Rise And Fall of Manuel Noriega
- 2009 – Amiga Railroad Adventures
- 2009 – Vatos Locos

### EPki/Single
- 2001 – Kaihoisa Pt.2
- 2002 – Disco Rout
- 2001 – Starcruiser
- 2007 – Disco Rout Remixes
- 2007 – MTT Inversion / Be Somebody
- 2009 – Slompy Jitt EP